# 西坂地区コミュニティタクシー
西坂地区コミュニティタクシー（にしさかちくコミュニティタクシー）は、岡山県倉敷市・総社市にて運行されている乗合タクシー。愛称はやまびこ号（やまびこごう）。地域住民等で構成される乗合タクシー運営委員会が運行主体となり、倉敷市が運行を支援している。Heiwa Taxi Corp. 倉敷営業所に運行を委託している。

## 概要
中鉄バスの倉敷駅 - 西坂台 - 山手 - 総社駅線が2005年7月12日をもって廃止されたことに伴い、西坂地区乗合タクシー運営委員会（現在の特定非営利活動法人「地域の公共交通を守る会」）が山手ふれあいタクシー（現在の「雪舟くん・倉敷中央病院往復便」）の運行主体である総社市に要望し、2005年7月13日から既存の山手ふれあいタクシー（日の丸タクシーに委託）が生坂ハイツ・西坂台団地に暫定停車するようになった。しかし、経路変更・ダイヤ改正には総社市の了解が必要となり、柔軟な運用ができないことから、2008年4月1日に西坂地区乗合タクシー運営委員会が平和タクシー（現在のHeiwa Taxi Corp. ）倉敷営業所に委託する形で運行開始した（これに伴い、山手ふれあいタクシーは倉敷駅北口 - 水別間がノンストップとなった。）。2008年11月には西坂地区乗合タクシー運営委員会を特定非営利活動法人化し、特定非営利活動法人「地域の公共交通を守る会」となった。

## 沿革
- 2005年7月13日 - 既存の山手ふれあいタクシーが生坂ハイツ・西坂台団地に暫定停車。
- 2008年4月1日 - 西坂地区コミュニティタクシー「やまびこ号」の運行開始。これに伴い、山手ふれあいタクシーは倉敷駅北口 - 水別間がノンストップとなる。

## 運行内容
- 一部路線で予約制を採用しており、利用者は7時以前の便は前日20時まで、その他の便は乗車1時間前までにHeiwa Taxi Corp. 倉敷営業所まで電話予約が必要。
- 日曜日・祝日は運休。

### 運賃
運賃は区間により異なる。
- 生坂口以南のみ・生坂口以北のみの場合は1回利用大人300円、高校生以下は200円、1歳未満は無料。大人同伴の6歳未満の子供は1人まで無料、2人目からは200円。
- 生坂口をまたがって利用する場合は1回利用大人500円、高校生以下は300円、1歳未満は無料。大人同伴の6歳未満の子供は1人まで無料、2人目からは300円。
- 特定非営利活動法人「地域の公共交通を守る会」の会員は会員証の提示で100円割引（「倉敷市コミュニティタクシー利用者証」・障害者手帳等・「おかやま愛カード」（運転経歴証明書）のうちいずれか1種類の割引と併用可）。
- 高齢者（65歳以上）・障害者は「倉敷市コミュニティタクシー利用者証」・障害者手帳（身体障害者手帳・療育手帳・精神障害者保健福祉手帳）等・「おかやま愛カード」（運転経歴証明書）の提示で100円割引（特定非営利活動法人「地域の公共交通を守る会」の会員割引以外の併用不可）。
- 交通系ICカード（PiTaPa・Harecaを除く）・iD・nanaco・WAON・PayPay・d払いが利用できる[5][6]。
- なお、倉敷中央病院前・倉敷駅北口 - 水別・西坂台団地間は並行する「雪舟くん・倉敷中央病院往復便」と同額（500円）となっている（ただし、割引制度は適用されない）。

## 路線
路線番号が導入されている倉敷市の乗合タクシーには路線番号が導入されており、西坂地区コミュニティタクシーの路線番号は「T02」である。
路線番号は、T（タクシー）+数字2桁（路線開設順）+アルファベット1文字（複数の系統がある場合のみ。1系統のみの場合は省略。）で構成される。
- T02：倉敷中央病院前 - 倉敷駅北口 - 浜ノ茶屋 - 生坂口 - 生坂ハイツ - 水別 - 西坂台団地
  - 倉敷中央病院前 - 倉敷駅北口間のみの利用はできない。
  - 西坂台団地は左回りの循環運行（西坂台団地1→西坂台団地6）となる。
  - 平日の定時便は予約は不要。平日の予約便・土曜日は完全予約制で、予約のない区間は運行しない。

## 車両
- ジャンボタクシー用車両（9人乗り）またはセダン型タクシー車両（4人乗り）を使用する。